# Корнелиуссен, Стефани
Стефани Корнелиуссен (дат. Stephanie Corneliussen; род. 28 апреля 1987) — датская актриса и модель. Наибольшую известность ей принесла роль Йоханны Уэллик в сериале «Мистер Робот» (2015—2017).

## Биография
Корнелиуссен родилась в Копенгагене, Дания. Она посещала школу в Фредериксборге, а также занималась балетом. Корнелиуссен имеет образование в сфере графического дизайна.

## Карьера
Корнелиуссен была замечена в возрасте 13 лет. Она была приглашена принять участие в конкурсе «Супермодель Скандинавии», который впоследствии выиграла, тем самым начав международную модельную карьеру.
Корнелиуссен имела гостевые роли в сериалах «Дорогой доктор», «Плохая судья» и «Бывшие». В 2015 году она получила роль второго плана в сериале «Мистер Робот», после чего, начиная со второго сезона, вошла в основной актёрский состав. Корнелиуссен также играла в сериалах «Хитрость» и «Легион».

## Личная жизнь
Корнелиуссен — бисексуалка.

## Фильмография

### Кино
| Год  | Русское название  | Оригинальное название          | Роль             | Примечания          |
| ---- | ----------------- | ------------------------------ | ---------------- | ------------------- |
| 2013 | Охотники на ведьм | Hansel & Gretel: Witch Hunters | пустынная ведьма | Не указана в титрах |
| 2022 | Приглашение       | The Invitation                 | Виктория         |                     |

### Телевидение
| Год       | Русское название         | Оригинальное название   | Роль                    | Примечания                          |
| --------- | ------------------------ | ----------------------- | ----------------------- | ----------------------------------- |
| 2014      | Бунтари                  | The Rebels              | Эшли                    | Эпизод: «Pilot»                     |
| 2014      | Дорогой доктор           | Royal Pains             | Sloane Lerner           | Эпизод: «Hankmed on the Half Shell» |
| 2014      | Давай знакомиться: Фильм | Hello Ladies: The Movie | Татьяана                | Телевизионный фильм                 |
| 2015      | Плохая судья             | Bad Judge               | Апполония               | Эпизод: «Case Closed»               |
| 2015      | Бывшие                   | The Exes                | Надя                    | Эпизод: «Him»                       |
| 2015—2017 | Мистер Робот             | Mr. Robot               | Йоханна Уэллик          | Регулярная роль, 21 эпизод          |
| 2016      | Легенды завтрашнего дня  | Legends of Tomorrow     | доктор Валентина Восток | Гостевая роль, 2 эпизода            |
| 2018      | Хитрость                 | Deception               | Таинственная женщина    | Повторяющаяся роль, 8 эпизодов      |
| 2019      | Легион                   | Legion                  | Габриэль Хеллер         | Повторяющаяся роль, 4 эпизода       |